# Wadi Sdeir

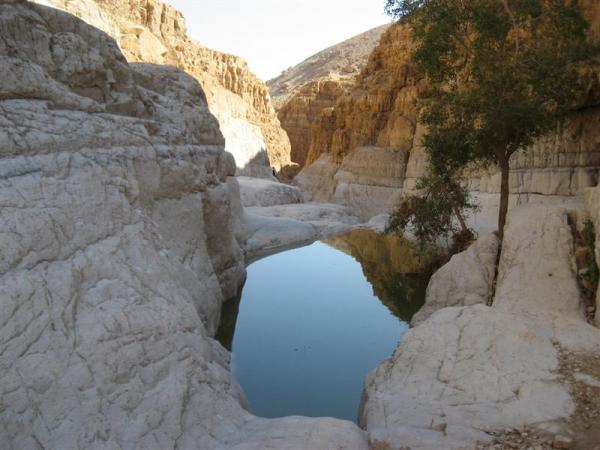
Nachal David nahe ʿEin Gedi

Das Wadi Sdeir (arabisch وادي سدير) oder Nachal David (hebräisch נַחַל דָּוִד) ist ein in west-östlicher Richtung verlaufendes Wadi der Judäischen Wüste im Westjordanland und Israel. Es mündet nördlich von ʿEin Gedi ins Tote Meer. Der Nachal Arugot ist der andere Fluss bei ʿEin Gedi.
Der Bach wird von einem Wasserfall oberhalb des Tales gespeist. Die geführte Wassermenge hängt stark von der Jahreszeit ab. Im Sommer ist der Bach nur ein kleines Rinnsal, mit einigen Wasserpfuhlen, in denen Touristen baden können.

## Archäologische Funde

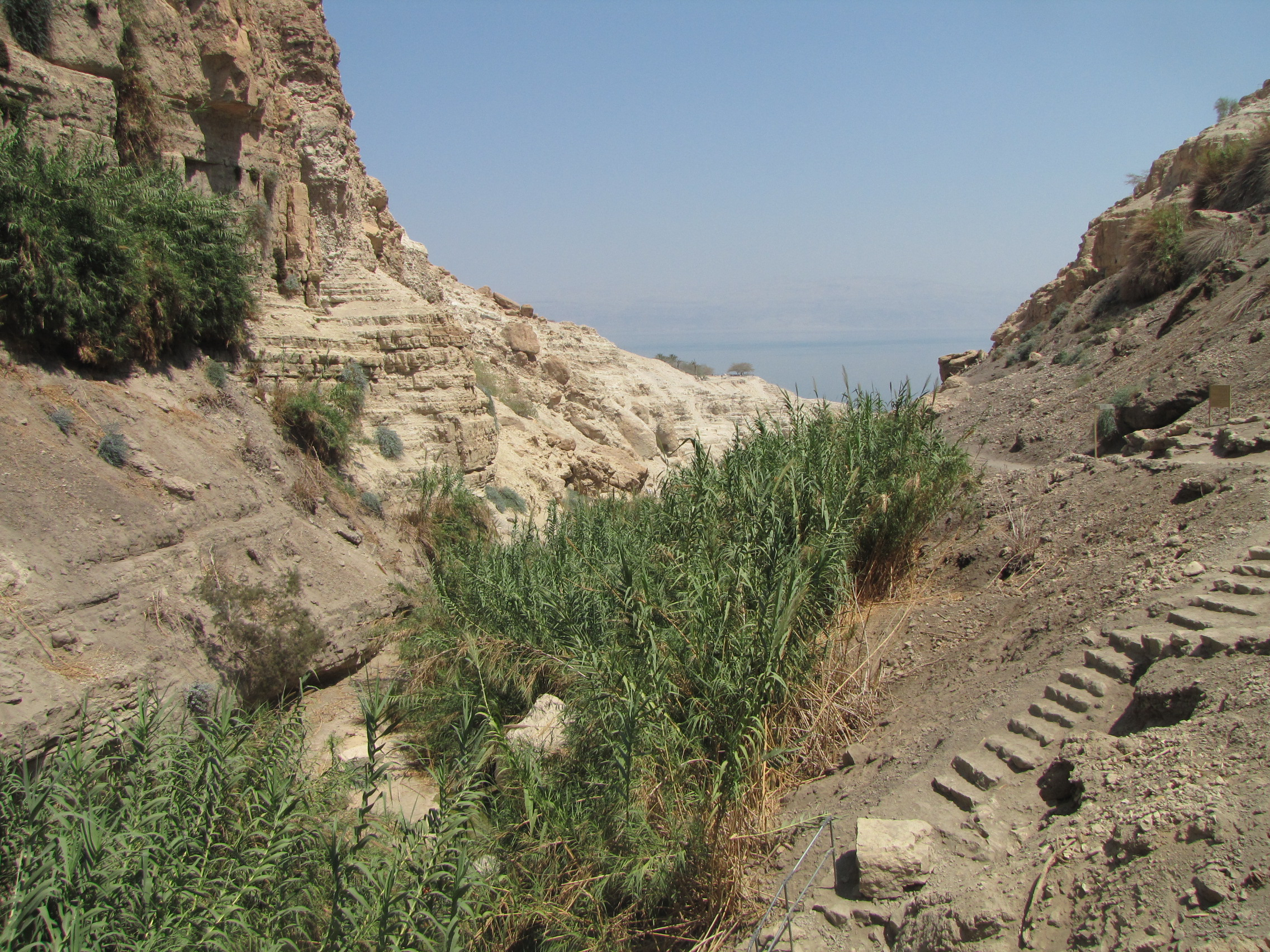
Tal im Felsen, mit Grün als Anzeichen für das Wasser, das in der Mitte nach unten läuft. Im Hintergrund das Tote Meer.

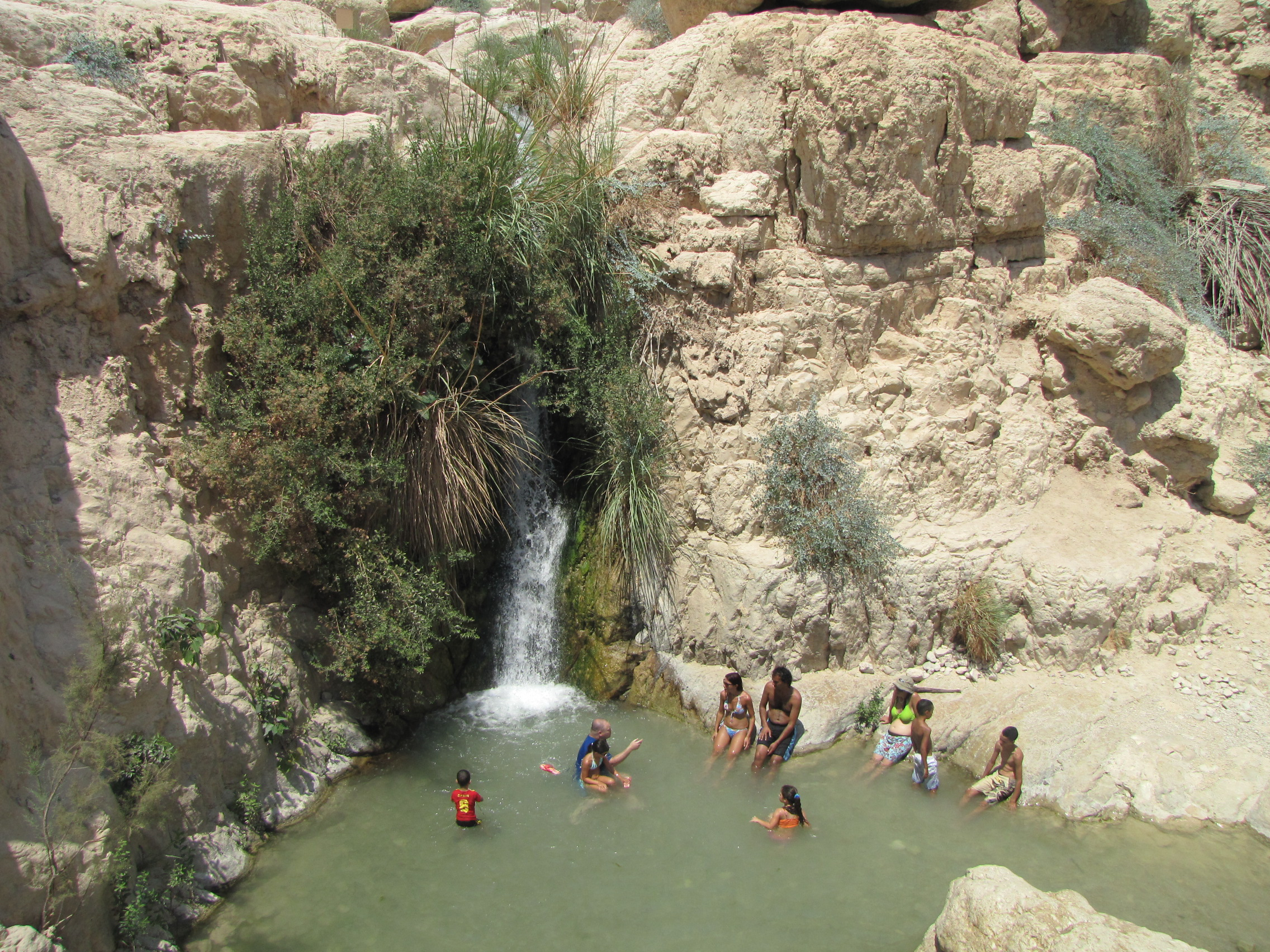
Wasserpfuhl mit Badenden

Bereits im Jahr 1905 wurde der deutsche Ingenieur Georg Daniel Sandel (einer der Söhne Theodor Sandels) von Beduinen zur Cave of the Pool geführt. Er berichtet, am Eingang komplette Krüge gesehen zu haben. Im Zuge der Entdeckungen der Schriftrollen vom Toten Meer fanden Beduinen 1952 auch im Wadi Sdeir Fragmente. Sie stammen vermutlich aus der Cave of the Pool, da diese die einzige Höhle im Wadi Sdeir ist, in der weitere Überreste aus der Zeit des Bar-Kochba-Aufstandes gefunden wurden. Die insgesamt vier Schriftstücke wurden später angekauft. Nr. 1 besteht aus drei Fragmenten einer Lederrolle mit Text des Buches Genesis. In Nr. 2 ist die Datierung auf den 2. Adar des Jahres drei der Befreiung Israels, also den Winter 134 n. Chr. von Bedeutung.
Weitere Surveys und Expeditionen fanden 1958 unter Leitung von Jochanan Aharoni – die Krüge von 1905 waren bereits nicht mehr zu sehen – und 1960 und 1961 unter Nachman Avigad statt. Dabei wurde die Cave of the Pool ausgegraben. Die Höhle ist etwa 33 m tief. Das Wasserbecken ist teilweise aus dem Fels gehauen, teilweise konstruiert und verputzt. Es hat ein Fassungsvermögen von 12 m3. Neben Funden aus der Kupfer- und der Eisenzeit wurden vor allem Überreste der römischen Zeit entdeckt, darunter Pfeilspitzen, Kämme, Glasgefäße und zwei Münzen, eine aus dem Jahr 127 aus Tyros, die andere aus dem dritten Jahr des Bar-Kochba-Aufstandes.
Nahe der Mündung in das Tote Meer wurden zudem Grabhöhlen gefunden. Die Ergebnisse der Grabung Jiggaʾel Jadins sind unveröffentlicht, es ist jedoch bekannt, dass ein hölzerner Sarg und zahlreiche Knochen in einer Höhle entdeckt wurden. Aufgrund der Keramik sind die Gräber der Hasmonäerzeit zuzuordnen. Weitere sechs Grabhöhlen entdeckte N. Avigad, ebenfalls mit einigen Holzsarkophagen. Eine letzte Grabhöhle fand Gideʿon Hadas 1987. Sie enthielt neben einem Sarkophag auch eine Bronzeglocke. Ähnliche Grabanlagen fand Hadas im Nachal Arugot. Insgesamt ähneln die Gräber Familiengräbern der Zeit des Zweiten Tempels, wie sie auch in Jerusalem oder Jericho gefunden wurden, während hingegen aus Qumran keine Familiengräber bekannt sind.